# لويس إي. سافيدرا
لويس إي. سافيدرا (بالإنجليزية: Louis E. Saavedra)‏ هو سياسي أمريكي، ولد في 18 مارس 1933 في سوكورو في الولايات المتحدة، وتوفي في 7 أغسطس 2009 في ألباكركي في الولايات المتحدة. حزبياً، نشط في الحزب الديمقراطي.